# Lawrence Tibbett
Lawrence Mervil Tibbett (Bakersfield, 16 de novembro de 1896 - Nova York, 15 de julho de 1960) foi um famoso cantor de ópera e artista de gravação americano que também atuou como ator de cinema e rádio. Barítono, ele cantou papéis principais na Metropolitan Opera em Nova York mais de 600 vezes entre 1923 e 1950. Ele desempenhou diversos papéis no teatro musical, incluindo o Capitão Hook em Peter Pan em um show de turnê.

## Biografia
Lawrence Tibbett nasceu Lawrence Mervil Tibbet (com um único "t" final) em 16 de novembro de 1896 em Bakersfield, Califórnia. Seu pai era vice-xerife em período parcial, morto em um tiroteio com o fora da lei Jim McKinney em 1903. Tibbett cresceu em Los Angeles, ganhando dinheiro cantando em coros de igrejas e funerais. Ele se formou na Manual Arts High School em 1915. Um ano depois, ele conheceu sua futura esposa, Grace Mackay Smith, que alugou um quarto na casa de sua mãe. Durante a Primeira Guerra Mundial, ele serviu na Marinha Mercante, após o que encontrou emprego cantando como prólogo de filmes mudos no Grauman "Million Dollar" Theatre, no centro de Los Angeles.
Tibbett estudou na cidade de Nova York com Frank La Forge e, em 1923, aos 26 anos, assinou seu primeiro contrato, por US $ 60 por semana, com a Metropolitan Opera, usando o nome "Tibbett" (uma ortografia que ele usava ocasionalmente em suas obras na juventude). Nos anos seguintes, com o Met, ele construiu uma carreira de enorme sucesso, exibindo uma voz excepcional, musicalidade imaculada e uma forte presença no palco. Ele gravou exclusivamente para a Victor Talking Machine Company / RCA Victor por toda a sua carreira.
Seus papéis Met incluído Valentin em Faust, de Charles Gounod, Silvio, e mais tarde, Tonio, em Pagliacci, de Ruggiero Leoncavallo, e Rei Herald em  Lohengrin, de Richard Wagner. Ele alcançou o reconhecimento nacional pela primeira vez como Ford no Falstaff de Giuseppe Verdi. Tibbett viajou para a Califórnia em 1927 para cantar o papel principal no Grove Play São Francisco de Assis, e foi durante essa viagem a São Francisco quando conheceu a nova-iorquina Jennie Marston Burgard (filha do banqueiro de Nova York Edgar L. Marston), com quem se casou em 1932. Durante a década de 1930, Tibbett viajou pela Europa e Austrália, apresentando-se no palco ou fazendo recitais em Londres, Paris, Praga e Viena, além de Sydney e Melbourne.

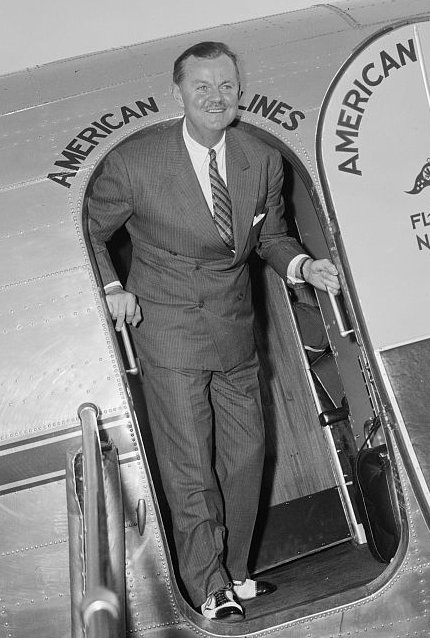
Tibbett em 1939

Tibbett fez suas primeiras gravações para a Victor Talking Machine Company em 1926. No início dos anos 30, Tibbett também apareceu no cinema. Sua permanência em Hollywood se mostrou breve, embora ele tenha sido indicado ao Oscar de Melhor Ator por seu primeiro filme, The Rogue Song, uma produção de 1930 Metro-Goldwyn-Mayer com Laurel & Hardy, filmada em duas cores Technicolor (apenas algumas minutos de filmagem do filme, bem como a trilha sonora completa, são conhecidos por sobreviverem hoje). Logo depois, ele estrelou outro filme musical da MGM, New Moon, ao lado de Grace Moore e The Cuban Love Song (1931), com Lupe Vélez. Em 1935, ele fez Metropolitan para 20th Century Fox. Este filme é notável por seus extensos segmentos das árias operísticas de Tibbett em um cenário de palco. Ele também estrelou o filme The Prodigal, em 1931, com Esther Ralston e Roland Young, no qual ele canta "Without a Song". Seu filme final foi Under Your Spell em 1936. Também na década de 1930, Tibbett tinha um programa de rádio doméstico patrocinado pela Packard Motor Car Company of America, no qual ele cantava música formal. A empresa o escolheu para anunciar o Packard 120 ao mundo no ar; ele dirigiu um. Quando a empresa quis vender carros mais populares, eles o convenceram a adicionar músicas populares ao seu repertório para aumentar as vendas. Ele também apareceu em Your Hit Parade.
Em 1936, com a violinista Jascha Heifetz, ele fundou a American Guild of Musical Artists, o sindicato mais importante para artistas solo. Ele foi o presidente pró-ativo da organização por 17 anos. Sua defesa enérgica e articulada de causas artísticas era única em sua época.
Depois que sua carreira operística terminou, Tibbett se apresentou em musicais e peças de teatro no início dos anos 50. Ele passou um verão como substituto no papel do reverendo Davidson in Rain e interpretou o capitão Hook em uma turnê de curta duração pela encenação de John Panrr de Peter Pan, montada para Jean Arthur e com uma trilha sonora do jovem Leonard Bernstein. Veronica Lake interpretou Peter. Mais notavelmente, Tibbett assumiu o papel do baixo operístico italiano Ezio Pinza em Fanny durante sua estreia original na Broadway.

## Anos posteriores e morte
Nos últimos anos, Tibbett serviu como apresentador de um programa de rádio com gravações de cantores de ópera. Ele tonificou as apresentações com reminiscências de suas próprias experiências de palco. Atormentado por artrite severa e anos de problemas com a bebida, envelheceu prematuramente quando sua saúde piorou. Ele morreu em 15 de julho de 1960, depois de bater com a cabeça em uma mesa durante uma queda em seu apartamento. O obituário do Time disse sobre ele: "Tibbett tinha uma voz grande, bronzeada, dramaticamente eloquente que combinava poder de tocar com agilidade notável ... ele deixou para trás não apenas os ecos de uma grande voz, mas também a memória de um artista que podia se sentir igualmente à vontade com alta arte e entretenimento popular, sugerindo que existe um vínculo mágico entre os dois". Ele está enterrado no Forest Lawn Memorial Park, em Glendale, Califórnia.
As gravações operáticas de Tibbett feitas nos Estados Unidos durante as décadas de 1920 e 1930 são consideradas as melhores performances desse período. Muitas dessas gravações estão disponíveis em edições de LP e CD Dear Rogue: Uma biografia do barítono americano Lawrence Tibbett, uma história abrangente de sua vida pessoal e carreira musical, de Hertzel Weinstat e Bert Wechsler, foi publicada em 1996 pela Amadeus Press de Portland, Oregon.

## Papéis famosos
Embora seja considerado um ator atraente, a verdadeira fama de Tibbett decorre do fato de ele ter sido considerado, em termos de voz pura, um dos melhores barítonos a aparecer na Metropolitan Opera. Sua voz era grande, com um timbre sombrio aproximando-se do de um baixo, e ele comandava uma gama completa de dinâmicas em seu auge, de fortes fortes a pianíssimos delicados. Ele era conhecido por sua afinidade com as obras de Verdi, principalmente por seu papel inovador na Ford em Falstaff, Simon Boccanegra em Simon Boccanegra e Iago em Otello. Ele também era um Scarpia imponente e sinistro em Tosca de Puccini, um Escamillo arrogante em Carmen de Bizet e um poderoso Tonio em Pagliacci de Leoncavallo.
Além disso, Tibbett criou papéis de liderança em várias óperas americanas, incluindo The Emperor Jones, de Louis Gruenberg, baseado na peça de Eugene O'Neill. (Ele cantou isso em blackface; o personagem de Brutus Jones é um afro-americano). Ele estrelou em Merry Mount, de Howard Hanson, além de The King's Henchman e Peter Ibbetson, óperas de Deems Taylor. Tibbett interpretou os papéis de Porgy e Jake no primeiro álbum de seleções de Porgy and Bess, de George Gershwin, dois papéis que, no palco, geralmente são interpretados por cantores negros. Gershwin esteve presente nas sessões de gravação. Continuando nesse sentido, Tibbett gravou a música Ol 'Man River de Jerome Kern e Oscar Hammerstein II , da Show Boat.

## Prêmios e retratos
- Lawrence Tibbett foi retratado em um conjunto de selos postais dos Estados Unidos na série "Legends of American Music", comemorando cantores de ópera.
- No ano em que ele morreu, Tibbett tornou-se um membro póstumo da classe dos homenageados na Calçada da Fama de Hollywood. Sua estrela está localizada no 6300 Hollywood Boulevard, reconhecendo suas contribuições para a indústria da música.[7]
- Embora ele tenha sido pioneiro no cinema musical, sua estrela o homenageia como artista.[7]
- Tibbett é retratado brevemente como um personagem no filme de 1991, Bugsy, embora o ator que o interpretou fosse mais baixo e mais gordinho que a pessoa real.
- Uma biografia completa de Tibbett, intitulada Dear Rogue, de Hertzel Weinstat e Bert Wechsler, foi publicada em 1996.